# Ils voulaient tuer de Gaulle
Pour plus de détails, voir Fiche technique et Distribution.
Ils voulaient tuer de Gaulle  est un documentaire français réalisé par Jean-Teddy Filippe et diffusé pour la première fois le 30 juin 2005 sur TF1.

## Synopsis
Sur le modèle du documentaire fiction (alternance de films d'époque, d'entretiens et de reconstitutions avec acteurs), le film commence le 8 septembre 1961 par l'échec de l'attentat de Pont-sur-Seine fomenté contre un convoi routier transportant Charles de Gaulle, alors président de la République, et se poursuit par la lente préparation, la survenue et les conséquences de l'attentat du Petit-Clamart le 22 août 1962.

## Fiche technique
- Réalisation : Jean - Teddy FILIPPE
- Scénario : Georges-Marc Benamou
- Pays :  France
- Production : Charles Villeneuve, Hervé Chabalier
- Musique : Stéphane Zidi
- Durée : 92 minutes

## Distribution
- André Dussollier : le narrateur
- Jean-Pierre Michaël : Jean-Marie Bastien-Thiry
- Fred Bianconi : Armand Belvisi
- Pierre-Arnaud Juin : Alain de Bougrenet de La Tocnaye
- Valérie Decobert : Geneviève Lamirand Bastien-Thiry
- Hervé Briaux : commissaire Bouvier
- François Chaix : commissaire Ottavioli
- Xavier Letourneur : Alexandre Sanguinetti
- Olivier Cruveiller : Jean-Louis Tixier-Vignancour
- Gérard Lecaillon : l'informateur de l'Elysée
- Laurent Claret : Bichon
- Alain Floret : un religieux, ami des Bastien-Thiry
- Roger Mollien : Georges Lamirand
- Olivier Lefevre : Charles de Gaulle
- Michèle Damery : Yvonne de Gaulle
- Philippe Bardy : Alain de Boissieu
- Ludovic Berthillot : Georges Watin
- Yves Brivadier : Bernier
- Cyril Romoli : László Varga
- Christophe Tolazzi : Lajos Marton
- Yohann Sfez : Bertin
- Michel le Garrec : Buisines
- Laurent Chasseuil : Prévost
- Ines Mellouli : Agnès Bastien-Thiry enfant